# اچ‌ام‌اس کی۱۶
اچ‌ام‌اس کی۱۶ (به انگلیسی: HMS K16) یک زیردریایی بود که طول آن ۳۳۹ فوت (۱۰۳ متر) بود. این زیردریایی در سال ۱۹۱۸ ساخته شد.